# Kasteel van Vixouze
Het Kasteel van Vixouze (Frans: Château de Vixouze) is een kasteel in de Franse gemeente Polminhac. Het kasteel is een beschermd historisch monument sinds 2000.